# Lispixys levis
Lispixys levis är en stekelart som beskrevs av Mason 1969. Lispixys levis ingår i släktet Lispixys och familjen bracksteklar. Inga underarter finns listade i Catalogue of Life.